# Sophie Cookson
Sophie Louise L. Cookson (Sussex Occidental, Inglaterra, 15 de mayo de 1990) es una actriz británica.

## Biografía
Cookson nació en Sussex Occidental, Inglaterra, Reino Unido. En 2013, se graduó de la Escuela de arte dramático de Oxford.
Interpretó el papel de Grace Mohune en la serie de televisión Moonfleet en 2013, y como Roxy en la película Kingsman: El servicio secreto en 2014. Fue coprotagonista en la película de Lee Tamahori, Emperor de 2016 junto a Adrien Brody. En 2017 con Kingsman: el círculo dorado retomó su papel como Roxy.

## Vida personal
En el 2017 conoció al actor Stephen Campbell Moore en el set de Red Joan. Según los informes, Cookson y Moore comenzaron a salir en noviembre de 2018. Tienen un hijo juntos, nacido en 2020.

## Filmografía

### Cine
| Año                             | Título                        | Rol                                          | Notas |
| ------------------------------- | ----------------------------- | -------------------------------------------- | ----- |
| 2014                            | Kingsman: El servicio secreto | Roxanne "Roxy" Morton / Lancelot             |       |
| El cazador y la reina del hielo | Pippa                         |                                              |       |
| Emperor                         | Johanna 'Of Ghent'            | Grabada en 2015; fecha de estreno para 2025. |       |
| The Crucifixion                 | Nicole Rawlins                |                                              |       |
| 2017                            | Kingsman: El circulo dorado   | Roxanne "Roxy" Morton / Lancelot             |       |
| 2017                            | The Crucifixion               | Nicole Rawlins                               |       |
| 2018                            | Red Joan                      | Joan Smith (joven)                           |       |
| 2018                            | Ashes in the Snow             | Ona                                          |       |
| 2019                            | Greed                         | Lily McCreadie                               |       |
| 2021                            | Infinite                      | Nora Brightman                               |       |

### Televisión
| Año       | Título                        | Rol              | Notas         |
| --------- | ----------------------------- | ---------------- | ------------- |
| 2013      | Moonfleet                     | Grace Mohune     | Miniserie     |
| 2014      | Unknown Heart                 | Millie Lancaster |               |
| 2017      | Gypsy                         | Sidney Pierce    |               |
| 2019-2020 | The Trial of Christine Keeler | Christine Keeler | Rol principal |